# Гуйт Олег Олегович
Оле́г Оле́гович Гуйт — майор Збройних сил України, учасник російсько-української війни. Командир 427-го окремого полку безпілотних систем.

## Життєпис
У 2014—2016 роках командував мінометним взводом. 5 років до початку повномасштабного вторгнення проживав у Чехії. У березні 2022 року повернувся в Україну та долучився до лав 24-ї окремої механізованої бригади, там став командиром мінометного взводу та почав брати участь у бойових діях в районі Попасної на Луганщині. У 2023 році створив і став командиром окремої роти безпілотних систем «Рарог», яка згодом масштабувалася до батальйону, а пізніше до полку.

## Нагороди
- Орден Богдана Хмельницького III ступеня (20 лютого 2025) — за особисту мужність і самовідданість, виявлені під час бойових дій[3].
- Орден «За мужність» III ступеня (23 листопада 2022) — за особисту мужність і самовіддані дії, виявлені у захисті державного суверенітету та територіальної цілісності України, вірність військовій присязі[4].